# Hyam Yared
Hyam Yared (arabiska: هيام يارد), född i Beirut 1975, är en libanesisk poet och romanförfattare. Yared, som skriver på franska, har gett ut två diktsamlingar och två romaner, L’Armoire des ombres och Sous la tonnelle. Yared har vunnit flera priser, såsom France-Liban, och hon var en av de 39 arabiska författare under 40 år som valdes ut till antologin Beirut 39, huvudprojektet när Beirut var Unescos bokhuvudstad 2009.